# Naraka: Bladepoint
Naraka: Bladepoint é um jogo de battle royale em que até 60 jogadores lutam entre si para serem os últimos a sobreviver. O jogo incorpora combate corpo a corpo inspirado em artes marciais e possui um sistema de combate pedra-papel-tesoura. Existem vastos arsenais de armas de longo alcance e corpo a corpo para escolher, bem como uma garra que pode ser usada tanto para combate quanto para perfuração. Além disso, cada herói possui habilidades e talentos únicos, permitindo a personalização de acordo com seu estilo de jogo.

## Jogabilidade
Naraka: Bladepoint estabelece sua premissa na "Ilha de Morus", onde os heróis se reúnem para a batalha. Os jogadores podem fazer fila para jogos Solo ou Duo ou Trio e podem escolher entre mais de nove personagens diferentes, enquanto cada um deles tem duas habilidades (habilidade F e Suprema). Entre os nove personagens, "Kurumi Tsuchimikado" é baseado no arquétipo Onmyoji.

## Desenvolvimento
• A versão móvel está em desenvolvimento agora, com o objetivo de fornecer a experiência de jogo de combate centrado no corpo a corpo para jogadores mais amplos ao redor do mundo. A equipe Netease Thunderfire UX é responsável pelo design de interface de usuário e UX para sua versão móvel.
• Em 5 de novembro de 2021, a 24 Entertainment anunciou a inauguração do NARAKA: BLADEPOINT World Championship (NBWC), com um prêmio de $ 1,5 milhão. O NBWC inaugural será realizado no início do próximo ano.
• Naraka: Bladepoint está oficialmente chegando aos consoles e tem um jogo PS5 de batalhas centradas no corpo a corpo para mostrar aos jogadores como eles podem jogá-lo nas séries PlayStation e Xbox. A equipe Netease Thunderfire é responsável por desenvolver a versão PS5 e recursos para Naraka: Bladepoint.
• Naraka: Bladepoint, junto com muitos outros títulos, foi anunciado oficialmente durante a cerimônia do Game Awards 2019 em 12 de dezembro de 2019.

## Lançamento:
• Após seu lançamento de 3 meses, Naraka: Bladepoint vendeu mais de 6 milhões de cópias em todo o mundo, tornando-o um dos jogos de PC chineses mais vendidos.
• A nova temporada de Naraka: Bladepoint, Cavalaria, começará em 10 de novembro de 2021, apresentando dois novos heróis, incluindo Yueshan, junto com uma nova arma corpo a corpo e vários itens cosméticos. O preço do novo Battle Pass permanecerá o mesmo da temporada anterior e o limite de nível do Battle Pass será expandido de 110 para 130. Os jogadores também receberão a Equestrian Blade Dagger como um agradecimento por seu apoio contínuo. A 24 Entertainment fez parceria com o Museu de Arte de Armas Antigas da China para restaurar esta adaga e conseguiu reproduzi-la em Naraka: Bladepoint.
• Lançamento global com mais de 10 idiomas em agosto de 2021. A equipe NetEase Thunderfire UX tem pesquisado usuários e desenvolvido UX para Naraka: Bladepoint desde seu primeiro protótipo.

## Recepção:
• Naraka: Bladepoint recebeu análises "mistas ou médias" de acordo com o agregador de análises Metacritic.
• Naraka: Bladepoint foi nomeado para Melhor Jogo Multijogador 2021 no Golden Joystick Awards em 19 de outubro de 2021, que é um dos mais antigos prêmios de jogos em todo o mundo.